# Лінді-хоп
Лінді-гоп (англ. Lindy Hop) — афро-американський парний танець, що з'явився у Нью-Йорку у 20-30-ті роки XX сторіччя, різновид свінгу. Названий на честь знаменитого перельоту Чарльза Ліндберга через Атлантичний океан. Лінді-гоп розвивався паралельно зі свінговою музикою та належить до класу свінгових танців. Він увібрав в себе риси чарлстону, степу, джазу та інших танців, що існували одночасно з ним.
У 80-ті роки XX сторіччя лінді-гоп був відроджений американськими, шведськими та британськими танцюристами. Наразі школи лінді-гопу існують у багатьох країнах світу, у тому числі й в Україні.

## Історія

### Походження
Лінді-гоп зародився у чорному кварталі Гарлем в Нью-Йорку в Сполучених Штатах приблизно в 1927 році. Можливим походженням лінді-хопу називають наступні танці: брейкевей, чарлстон та Тексас-Томмі.
Відповідно до Етель Вільямс, яка сприяла популяризації Тексас-Томмі в Нью-Йорку в 1913 році, Тексас-Томмі «був, як лінді», і основні кроки були подібні тим, які є в лінді. Танцівник Савоя «Коротун» Джордж Сноуден заявив, що «Ми звикли називати основний крок „Хоп“ задовго до того, як Ліндберг зробив його переліт (анг. hop) через Атлантичний океан.»

### Ера свінгу(1920-ті— 1940-ві)
Головним місцем для розвитку лінді-хопа став танцювальний зал «Савой». Це був перший подібний заклад без расової сегрегації, і «Савой» став культовим місцем для усіх танцівників. Така політика та постійне гастролювання у залі найкращих біг-бендів призвели до буму лінді-хопу спочатку у Гарлемі, потім у Нью-Йорку, а згодом в усій Америці. Танцювальний гурт «Вайтіз Лінді Хопперз» та його лідер Френкі Меннінг вивели танець на новий рівень, виграючи загальнонаціональні змагання, виступаючи у відомих клубах, а згодом, з винаходом танцювальних трюків, і в кіно.
Ера свінгу закінчилась з початком Другої світової війни та набуттям популярності інших музичних жанрів.

### Відродження свінгу
У 80-ті роки почалось поступове відродження лінді-хопу. Невеликі групи ентузіастів у США, Великій Британії, Швеції за допомогою старих відеозаписів, а згодом і танцівників, що виступали ще в «Савої», почали відновлювати танець. Зі сплеском популярності неосвінгу лінді-хоп повернувся до широких верств населення. Він з'являється на Бродвеї, а потім в кіно та музичних кліпах.

## Танець лінді-хоп
Відмінними рисами джазу як музичного напряму є імпровізація і поліритмія. Лінді-хоп є свого роду візуалізацією джазу і дає практично безмежні можливості відображати всю «норовливість» музики. Як свінгова музика може бути повільною або швидкою, так і лінді-хоп виконується в дуже широкому діапазоні: від дуже повільного, майже блюзового виконання, до швидкого, коли в кількість кроків в секунду може сягати п'яти або шести.
Вагомим внеском в танцювальну культуру стало винайдення акробатичних фігур у парі. Це робило лінді-хоп візуально дуже потужним та енергійним, а через те, що ці трюки виконувались ритмічно, малюнок танцю не зазнав шкоди.